# André Stander
André Charles Stander (22 tháng 11 năm 1946 – 13 tháng 2 năm 1984) là một tội phạm và viên cảnh sát người Nam Phi. Một trong những tên cướp ngân hàng khét tiếng nhất trong lịch sử Nam Phi, Stander nổi tiếng với cách hành xử táo bạo khi thực hiện tội ác của mình: đôi khi ông thực hiện các vụ cướp ngân hàng trong giờ nghỉ trưa, rồi sau đó quay trở lại hiện trường với tư cách là một nhân viên điều tra.
Nhân vật Stander được thủ vai bởi diễn viên người Mỹ Thomas Jane trong bộ phim Stander năm 2003.

## Sự nghiệp cảnh sát
Con trai của một nhân vật nổi bật trong Dịch vụ Nhà tù Nam Phi, Thiếu tướng Frans Stander, André đã chịu áp lực từ khi còn nhỏ để theo đuổi sự nghiệp thi hành luật. Ông đăng ký vào trường đại học đào tạo Cảnh sát Nam Phi gần Pretoria năm 1963, tốt nghiệp đứng đầu lớp. Ngay sau đó ông gia nhập bộ phận điều tra tội phạm của Kempton Park.

## Hoạt động tội phạm

### Cướp

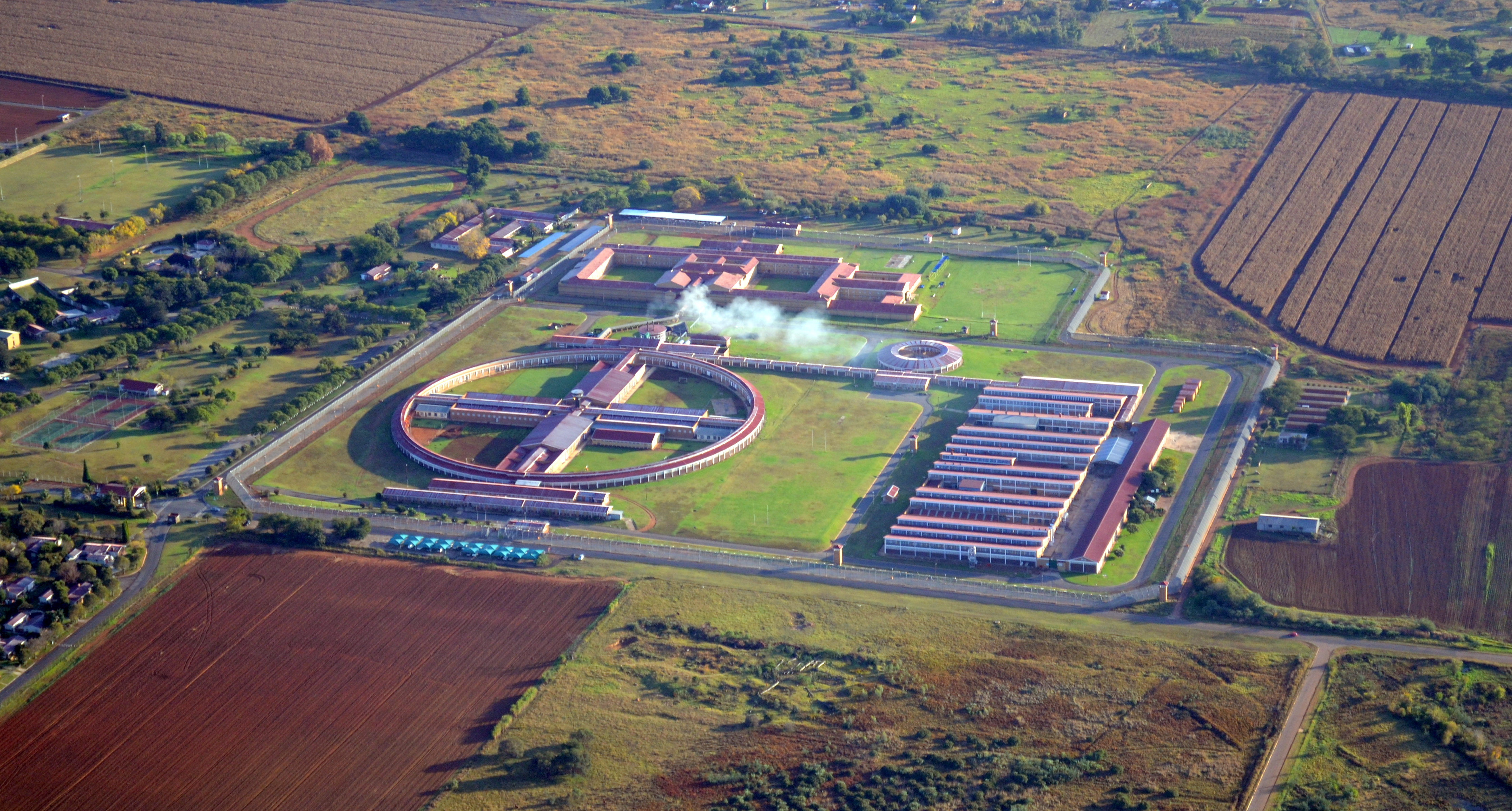
Nhà tù Zonderwater

Năm 1977, Stander bay tới Durban và thực hiện vụ cướp ngân hàng đầu tiên. Từ năm 1977 đến 1980, ông được cho là đã đánh cắp gần một trăm ngàn rand.
Sau khi cướp gần 30 ngân hàng, Stander đã bị bắt và bị kết án 75 năm tù vào ngày 6 tháng 5 năm 1980. Tuy nhiên, vì nhiều cáo buộc trong bản án diễn ra đồng thời, ông phải đối mặt với mức án thực tế là 17 năm. Stander đã gặp Allan Heyl và Lee McCall tại nhà tù an ninh tối đa Zonderwater.

### Động lực
Sau phiên tòa đầu tiên, Stander tuyên bố rằng sự vỡ mộng của anh ta với dịch vụ cảnh sát bắt nguồn từ một sự cố trước đó khi anh ta và các sĩ quan của anh ta bắn chết hai mươi cư dân da đen Thembisa trong cuộc nổi dậy Soweto năm 1976. Tuy nhiên, Stander đã không có mặt trong đội ngũ cảnh sát có mặt tại Thembisa vào thời điểm vụ nổ súng được cho là diễn ra.
Các nguồn khác cho rằng Stander, người đã hoàn thành nghĩa vụ quốc gia tại Angola trong Chiến tranh Biên giới Nam Phi, cũng có thể đã chán cuộc sống dân sự và khao khát sự phấn khích của một cuộc đời tội phạm.

### Băng đảng Stander
Vào ngày 11 tháng 8 năm 1983, Stander và McCall, cùng với năm tù nhân khác, được đưa ra khỏi cơ sở của nó để lấy hẹn vật lý trị liệu. Khi các tù nhân bị bỏ lại một mình với nhà vật lý trị liệu, Stander và McCall đã chế ngự vị bắc sĩ này để trốn thoát. Các tù nhân khác từ chối tham gia vượt ngục và ở lại.
Stander và McCall trở lại Zonderwater vào ngày 31 tháng 10 năm 1983, để đưa Allan Heyl ra khỏi cơ sở nơi anh ta đang làm bài kiểm tra thương mại. Từ ngày đó cho đến cuối tháng 1 năm 1984, cả ba bắt đầu cướp ngân hàng với nhau, dưới danh nghĩa băng đảng Stander - một thuật ngữ được đặt ra bởi các phương tiện truyền thông.
McCall đã bị giết vào ngày 30 tháng 1 năm 1984, trong một cuộc đột kích của cảnh sát vào nơi ẩn náu của băng đảng ở Houghton Estate, Gauteng. Heyl trốn sang Hy Lạp, rồi Anh, rồi Tây Ban Nha, và cuối cùng trở về Anh, nơi anh ta bị bắt, xét xử và bị kết án chín năm tù vì tội cướp và một vụ bắn súng có liên quan. Sau khi mãn hạn tù ở Anh, Heyl bị dẫn độ trở về Nam Phi và bị kết án thêm 33 năm tù. Heyl được tha có điều kiện vào ngày 18 tháng 5 năm 2005.
Trong khi cảnh sát đang tiếp cận McCall ở Nam Phi, Stander đã ở Fort Lauderdale, Florida, cố gắng sắp xếp để bán chiếc du thuyền Lilly Rose mới mua gần đây của băng đảng, cái mà họ đã lên kế hoạch sử dụng như là nơi nghỉ ngơi cuối cùng của họ sau khi họ có có đủ tiền.

## Florida và cái chết
Trong khi Stander vẫn ở Hoa Kỳ, lệnh bắt giữ quốc tế và tất cả các bản tin điểm được ban hành cho vụ bắt giữ anh ta. Cố gắng làm cho tình huống tốt nhất, Stander đã tạo ra danh tính giả của một tác giả người Úc tên là "Peter Harris" và giả mạo bằng lái xe. Sau đó, ông đến thăm một lô xe đã qua sử dụng và mua một chiếc Ford Mustang từ một đại lý tên là Anthony Tomasello. Vào ngày 10 tháng 2 năm 1984, cảnh sát đã kéo Stander trong khi anh ta đang lái xe và bắt giữ ông ta vì lái một chiếc xe không đăng ký. Lúc đó, do còn tương đối xa lạ với chính quyền Mỹ, Stander đã trình ID giả của mình cho cảnh sát, và mặc dù viên cảnh sát đã nhận ra đó là giấy tờ giả và sau đó đã tịch thu nó nhưng đã thả anh ta ra vì tin tưởng câu chuyện về danh tính mà ông ta đã bịa ra.
Sau khi được thả ra vào cùng một buổi tối, Stander trở lại khu vực giam giữ của cảnh sát nơi chiếc Mustang bị tịch thu của ông ta đang bị giữ và đã đột nhập và lấy trộm chiếc xe. Vào sáng hôm sau, Stander trở lại cùng một lô xe đã sử dụng, tại đây ông đã mua chiếc xe và yêu cầu cùng một đại lý, Tomasello, để chiếc xe được sơn lại một màu khác. Tuy nhiên, Tomasello vừa đọc về Stander Gang trên một tờ báo địa phương. Ông ta nói với Stander rằng sẽ giúp, lấy thông tin từ Stander, và ngay khi Stander rời đi, Tomasello đã gọi cho luật sư của mình. Theo lời khuyên của luật sư, Tomasello đã gọi cảnh sát địa phương.
Dựa trên thông tin của Tomasello, một đơn vị chiến thuật của cảnh sát đã bao vây căn hộ mà Stander đã sử dụng làm nơi ẩn náu, nhưng Stander không có ở đó. Ông ta đã lấy một chiếc xe đạp để sử dụng trong khi chiếc xe ô tô đang được để tại đại lý của Tomasello để sơn lại. Ông ta đã rời khỏi căn hộ trên chiếc xe đạp và chỉ trở về sau khi cảnh sát bao vây nó. Khi anh ta vô tình lái xe đến gần khu chung cư thì bị sĩ quan Michael van Stetina nhận ra và cố gắng ngăn anh ta lại.
Stander cố gắng trốn thoát, nhưng khi Stetina ngăn cản ông ta, hai bên bắt đầu tranh dành khẩu shotgun của viên cảnh sát. Súng xả và Stander bị bắn trúng; ông ta ngã xuống đường vào khu chung cư, chảy máu đầm đìa. Stetina ngay lập tức phát tín hiệu gọi cho xe cứu thương. Mặc dù sĩ quan Stetina đã cố gắng sơ cứu, nhưng vết thương của Stand quá lớn và ông ta đã chết trước khi xe cứu thương đến.